# Філоново (Юргинський округ)
Філо́ново (рос. Филоново) — присілок у складі Юргинського округу Кемеровської області, Росія.

## Населення
Населення — 179 осіб (2010; 170 у 2002).
Національний склад (станом на 2002 рік):
- росіяни — 96 %